# МКС-8
МКС-8 — восьмий довготривалий екіпаж Міжнародної космічної станції. Екіпаж працював на борту МКС з 20 жовтня 2003 року по 29 квітня 2004 року.
Під час восьмої експедиції були здійснені роботи з обслуговування і розвантаження ТКГ «Прогрес» («Прогрес М1-11»: стикування, розвантаження, розстиковка; «Прогрес М-48»: розстикування; «Прогрес М−49»: стикування, розвантаження, розстикування; «Прогрес М-50»: стикування, розвантаження) і («Союз ТМА-2»: розвантаження; «Союз ТМА-4»: стикування, розвантаження). Були проведені наукові дослідження та експерименти за російською й американською програмами (у тому числі експерименти за проектом ЄКА — SSM «Сервантес»). По завершенні станція була передана екіпажу 9-ї основної експедиції.

## Екіпаж
Основний і дублюючий екіпажі МКС-8 були затверджені на засіданні Міжнародної комісії MCOP, що відбулася у Центрі підготовки космонавтів ім. Ю. А. Гагаріна 18 — 19 червня 2003 року. Згідно з ними до основного екіпажу увійшли:
- (НАСА): Майкл Фоул (6)[4] — командир
- (Роскосмос): Олександр Калері (4) — бортінженер

Разом з основним екіпажем МКС, на «Союзі ТМА-3» було доставлено на станцію учасника програми експедиції відвідин ЕП-5 П. Дуке:
- (ЄКА): Педро Дуке (2)[6] — науковий фахівець МКС, бортінженер-2

### Дублюючий екіпаж
До складу дублюючого екіпажу МКС-8 входили:
- (НАСА): Вільям МакАртур (4) — командир
- (Роскосмос): Валерій Токарев (2) — бортінженер

Учасник програми експедиції відвідин ЕП-5:
- (ЄКА): Андре Кейперс (1)[8] — науковий фахівець МКС, бортінженер-2

### Екіпаж повернення
Крім екіпажу 8-ї основної експедиції, на землю було доставлено учасника програми експедиції відвідин ЕП-6 Андре Кейперса.

## Параметри польоту
- Нахил орбіти — 51,6°
- Період обертання — 92,0 хв
- Перигей — 384 км
- Апогей — 396 км

## Виходи у космос
Членами 8-ї основної експедиції було здійснено один запланований вихід у відкритий космос, загальною тривалістю 3 години 55 хвилин. Вихід було здійснено з модуля Російського сегмента (РС) Міжнародної космічної станції (МКС) «Пірс» (СО1) 26 лютого 2004 року.